# واتسلاویتسه
واتسلاویتسه (به چکی: Václavice) یک منطقهٔ مسکونی در جمهوری چک است که در شهرستان بنشوف واقع شده‌است.